# Andrij Dombrovs'kyj
Andrij Anatolijovyč Dombrovs'kyj (in ucraino Андрій Анатолійович Домбровський?; Kiev, 12 maggio 1995) è un calciatore ucraino, centrocampista del Nieciecza.

## Statistiche
Statistiche aggiornate al 7 dicembre 2024.

### Presenze e reti nei club
| Stagione        | Squadra         | Campionato      | Campionato | Campionato | Coppe nazionali | Coppe nazionali | Coppe nazionali | Coppe continentali | Coppe continentali | Coppe continentali | Altre coppe | Altre coppe | Altre coppe | Totale | Totale | Totale |
| Stagione        | Squadra         | Comp            | Pres       | Reti       | Comp            | Pres            | Reti            | Comp               | Pres               | Reti               | Comp        | Pres        | Reti        | Pres   | Reti   |        |
| --------------- | --------------- | --------------- | ---------- | ---------- | --------------- | --------------- | --------------- | ------------------ | ------------------ | ------------------ | ----------- | ----------- | ----------- | ------ | ------ | ------ |
| 2019-2020       | Desna Černihiv  | PL              | 17         | 0          | CU              | 1               | 0               |                    | -                  | -                  |             | -           | -           | 18     | 0      |        |
| 2020-2021       | Desna Černihiv  | PL              | 20         | 0          | CU              | 2               | 0               | UEL                | 1                  | 0                  |             | -           | -           | 23     | 0      |        |
| 2021-2022       | Desna Černihiv  | PL              | 16         | 0          | CU              | 1               | 0               |                    | 0                  | 0                  |             | -           | -           | 17     | 0      |        |
| 2021-2022       | Nieciecza       | PL              | 8          | 0          | CU              | 1               | 0               |                    | -                  | -                  |             | -           | -           | 8      | 0      |        |
| 2022-2023       | Nieciecza       | PL              | 29         | 1          | CU              | 0               | 0               |                    | -                  | -                  |             | -           | -           | 29     | 1      |        |
| 2023-2024       | Nieciecza       | PL              | 29         | 1          | CU              | 0               | 0               |                    | -                  | -                  |             | -           | -           | 29     | 1      |        |
| 2024-2025       | Nieciecza       | PL              | 19         | 0          | CU              | 1               | 0               |                    | -                  | -                  |             | -           | -           | 20     | 0      |        |
| Totale carriera | Totale carriera | Totale carriera | 142        | 2          |                 | 5               | 0               |                    | 1                  | 0                  |             | -           | -           | 156    | 2      |        |